# Petrulli
Petrulli è una frazione del comune di Zafferana Etnea, nella Città metropolitana di Catania.
Essa è localizzata all'estremo limite nord-est del territorio comunale, al confine con i comuni di Milo, Giarre e Santa Venerina, ed è attraversata dalla strada provinciale che collega Zafferana Etnea a Milo.

## Storia
La frazione appartenne amministrativamente al Comune di Giarre fino al 1934, quando assieme a Monacella e Dagala del Re fu aggregata al nuovo comune di Santa Venerina. Già il 24 gennaio 1946, 127 abitanti della frazione firmarono ed inviarono una richiesta al Presidente della Regione Siciliana, affinché decretasse la separazione di Petrulli dal Comune di Santa Venerina e l'annessione a quello di Zafferana Etnea. Lo stesso anno, il 10 novembre, l'amministrazione del Comune di Zafferana Etnea espresse parere favorevole.
La richiesta venne discussa al Parlamento della Regione Siciliana il 20 settembre 1950 con un progetto di legge denominato Aggregazione della frazione Petrulli del Comune di Santa Venerina al Comune di Zafferana Etnea.
Gli abitanti della frazione lamentarono presso l'Assemblea Regionale Siciliana lo stato di trascuratezza da parte del Comune di Santa Venerina, la distanza, l'assenza di rapporti commerciali e sociali, le difficoltà per i meno abbienti di ricevere tempestivamente le cure del medico condotto e dell'ostetrica comunale.
La Gazzetta ufficiale della Regione Siciliana pubblicò, il 14 aprile 1951, il decreto a firma del Presidente della Regione, onorevole Franco Restivo, del definitivo passaggio di Petrulli a Zafferana Etnea, mettendo fine ad anni di controversie.
Petrulli non possiede strutture pubbliche e i suoi abitanti usufruiscono di quelle della vicina Zafferana Etnea. Assenti anche edifici di culto, e la chiesa parrocchiale più vicina è quella di Monacella (contrada di Santa Venerina), nel cui ambito buona parte del territorio ricade. Nella frazione insistono diverse strutture ristorative.